# Deutschland Cup 1994
7. ročník hokejového turnaje Deutschland Cup se konal od 3. do 6. listopadu 1994 ve městech Stuttgart a Pforzheim. Vyhrála jej hokejová reprezentace Česka. Mimo národních reprezentací se ho zúčastnil i výběr hvězd německé hokejové ligy DEL (DEL All-Stars) .

## Skupina A
|    | Tým       | V | R | P | Skóre | B |
| 1. | Slovensko | 2 | 0 | 0 | 4:2   | 4 |
| 2. | Kanada    | 1 | 0 | 1 | 4:4   | 2 |
| 3. | Německo   | 0 | 0 | 2 | 1:3   | 0 |

 Kanada –  Slovensko 2:3 (0:0, 0:2, 2:1)

3. listopadu 1994 – Pforzheim
 Slovensko –  Německo 1:0 (0:0, 0:0, 1:0)

4. listopadu 1994 – Stuttgart
 Německo –  Kanada 1:2 (1:1, 0:0, 0:1)

5. listopadu 1994 – Stuttgart

## Skupina B
|    | Tým           | V | R | P | Skóre | B |
| 1. | Česko         | 2 | 0 | 0 | 6:4   | 4 |
| 2. | Finsko        | 0 | 1 | 1 | 6:7   | 1 |
| 3. | DEL All-Stars | 0 | 1 | 1 | 6:7   | 1 |

O druhém místě rozhodl los.
 DEL All-Stars –  Finsko 4:4 (0:3, 4:0, 0:1)

3. listopadu 1994 – Stuttgart
 Finsko –  Česko 2:3 (0:0, 1:1, 1:2)

4. listopadu 1994 – Stuttgart
 Česko –  DEL All-Stars 3:2 (1:0, 1:0, 1:2)

5. listopadu 1994 – Stuttgart

## O 5. místo
Německo –  DEL All-Stars 4:6 (3:1, 0:3, 1:2)

6. listopadu 1994 – Stuttgart

## O 3. místo
Kanada –  Finsko 4:2 (1:2, 1:0, 2:0)

6. listopadu 1994 – Stuttgart

## Finále
Česko –  Slovensko 4:3 (0:1, 0:1, 4:1)

6. listopadu 1994 – Stuttgart